# Вилли, Ольга
Ольга Вилли (настоящее имя Ольга Виллани; 20 января 1922 — 12 августа 1989) — итальянская модель и актриса.

## Жизнь и карьера
Ольга Виллани родился в городе Судзара, недалеко от Мантуи. Работала с 12 лет, продавщицей и швеёй в миланском доме моды Biki.
Спустя несколько лет её работодатель нанял её в качестве модели, и не прогадал — публика почти сразу по достоинству оценила красивую девушку на подиуме. Там Ольгу заметил актёр Эрминио Макарио, и в 1942 году нанял её для ревю-оперетта Il grillo al castello, где ей пришлось играть, петь и танцевать. Благодаря успеху шоу Вилли стала одной из самых востребованных субреток своего времени, работала с Анной Маньяни, Нино Таранто и Альберто Сорди, в середине 1940-е годы она также приняла участие в нескольких драматических спектаклях, работая среди прочих, с Лукино Висконти, Алессандро Блазетти и Джорджо Стрелером.
Ольга Вилли также активно снималась в кино и на телевидении, в 1967 году награждена «Серебряную ленту» за лучшую женскую роль второго плана, за роль в фильме Пьетро Джерми «Дамы и господа». В 1972 году объявила о прекращении артистической карьеры, однако в 1984 году вернулась на сцену.
Ольга Вилли была замужем за дворянином Раймондо Ланца ди Трабия до его самоубийства в 1954 году. Умерла после продолжительной болезни в Рапалло, где прожила около тридцати лет.